# Riksgropen

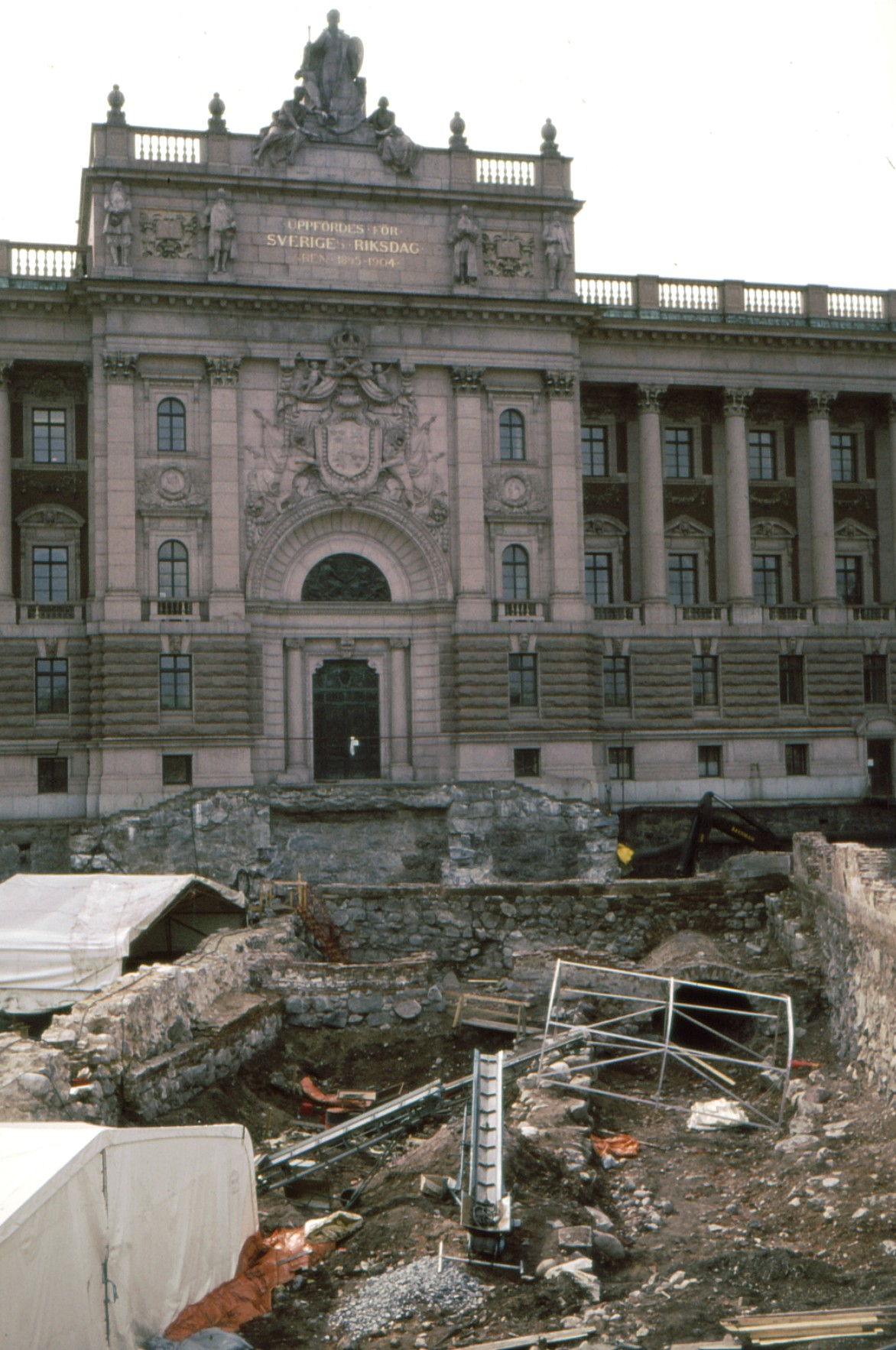
Les fouilles à l'été 1978.

Riksgropen est le nom qui fut donné à des fouilles archéologiques qui eurent lieu sur l'esplanade du parlement suédois (le Riksdag) sur l'îlot Helgeandsholmen dans le centre historique de Stockholm. Le mot Riksgropen a été conçu par analogie avec le mot Riksdag et signifie à peu près la fosse du royaume.

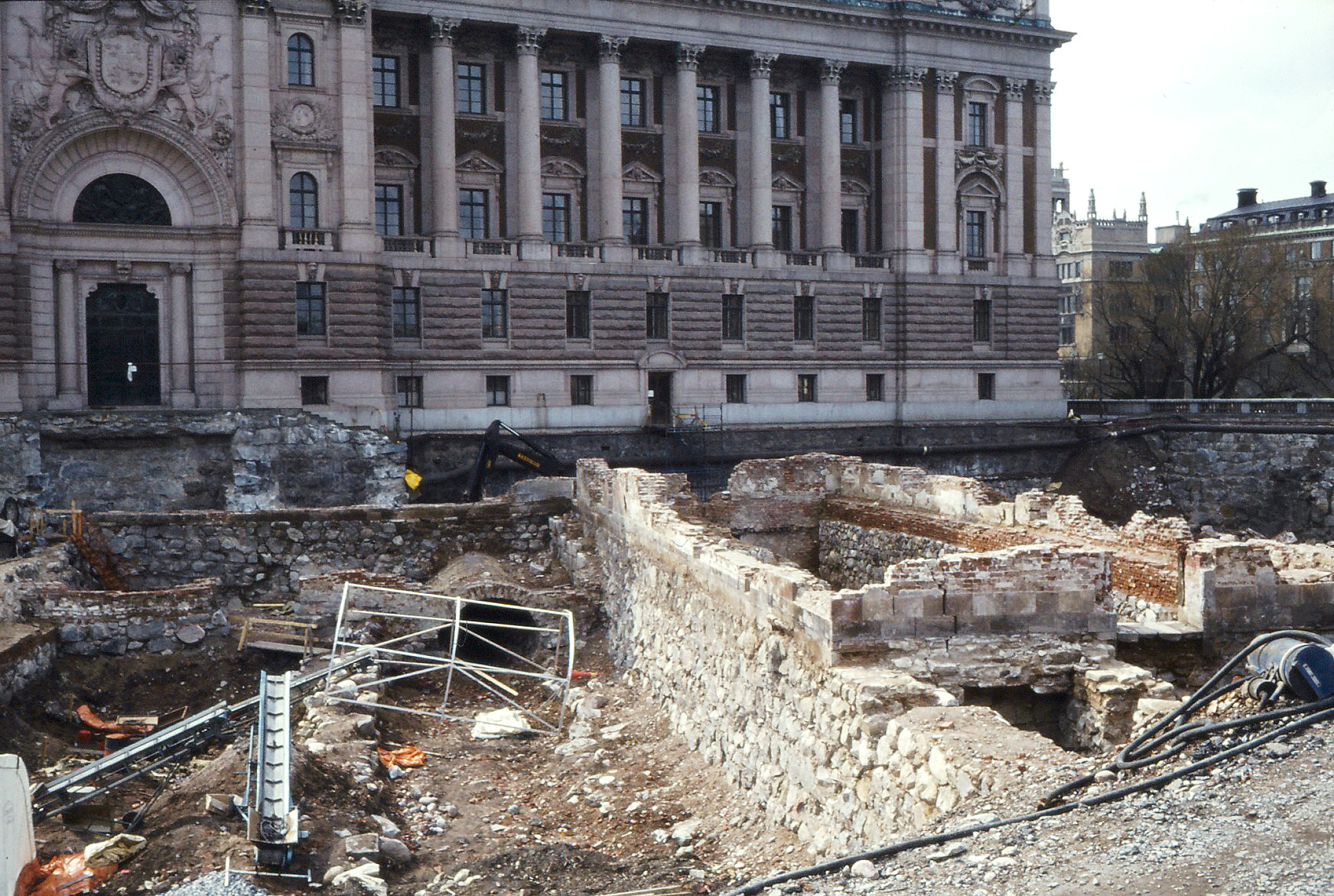
Les fouilles à l'été 1978.
Le bâtiment en arrière-plan est le siège du parlement.

En relation avec la rénovation du siège du parlement (1978-1983), on prévoit la construction d'un grand parking souterrain pour les parlementaires et les employés du Riksdag. Au printemps 1978, la préfecture de Stockholm prend la décision de faire procéder à des fouilles archéologiques, qui doivent se terminer au plus tard au mois de novembre. Ces fouilles se poursuivront finalement pendant deux ans et demi, du printemps 1978 à l'automne 1981. Elles sont dirigées par Anders Ödman et Marietta Douglas.
Les archéologues mettent au jour des fondations datant du XIIIe siècle, des vestiges de fortifications construites au début du XVIe siècle, onze bateaux remontant à quatre siècles différents, et 1 300 squelettes – l'endroit était autrefois le cimetière d'un hôpital, la maison du Saint-Esprit (Helgeandshuset). On retrouve également les restes d'une pharmacie du XVIIe siècle et quantité de petits objets : pièces de monnaie, bouteilles, pipes et céramiques. La loi sur la protection du patrimoine entre alors en jeu. Afin de préserver les lieux pour les futures générations, la construction du parking souterrain est annulée, et on construit à la place un musée : le musée du Moyen Âge de Stockholm.

## Sources
- (sv) Cet article est partiellement ou en totalité issu de l’article de Wikipédia en suédois intitulé « Riksgropen » (voir la liste des auteurs).